# Teresita, Oklahoma
Teresita är en ort i Cherokee County i delstaten Oklahoma, USA.